# Школа „Трећи миленијум” Приштина
Школа „Трећи миленијум” (алб. Mileniumi i tretë) је приватна основна и средња школа у Приштини, основана 2004. године. Настава се одвија на албанском језику по плану и програму Републике Косово.

## Организација
Школа „Трећи миленијум” ради по плану и програму Министарства просвете, науке и технологије Републике Косово. Учење у нижим разредима развија се по познатој методи „корак по корак”, док се учење са децом узраста 11—17 година развија савременим наставним методама, укључујући технике међународно реномираног програма „критичко мишљење током читања и писања”, учење засновано на проблемима и пројектима итд.
Ученици проводе у школи 6—8 сати, у зависности од узраста и индивидуалних потреба, обављајући већину својих обавеза за то време. За ту сврху изграђен је логистички систем који подразумева организацију превоза, неконвенционалан распоред часова, пружање могућности за ваннаставне активности итд. Енглески и немачки језик се уче од првог разреда.